# 金雞山 (岩手縣)
金雞山（きんけいざん、きんけいさん），是位於岩手县西磐井郡平泉町的山。
屬於國家史跡。在2011年（平成23年）6月26日，做為「平泉—象徵著佛教淨土的廟宇、園林與考古遺址」之一被登錄為世界遗产。2014年3月18日指定為國家名勝「奧之細道的風景地草加松原」（共有10縣13處一併被指定）。

## 概要
位於中尊寺和毛越寺間，成為平泉市的空間設計基準的信仰之山。至今流傳，是在奧州藤原氏3代秀衡模仿宇治平等院所建立的無量光院西邊，一夜間所堆築起來的山。名稱據傳是因為在山頂埋有雌雄一對的金雞。標高是98.6公尺。
|                      | 三代之榮華恍若一夢中，如今也只是一里前的大門舊跡。秀衡之跡已成田野，惟金雞山猶存其形。 |
| ——松尾芭蕉，奧之細道 |                                                                                        |

因在1930年（昭和5年）為盜取傳說中金雞，在山頂附近發生盜採，進一步發挖掘出經塚，其中有銅製経筒、陶壺、陶甕等等。在2005年（平成17年）2月22日被一併指定為國家史跡。

## 文化資產

### 史跡
- 金雞山 - 史跡，在2005年（平成17年）7月11日被指定。

### 世界遺産
- 「平泉—象徵著佛教淨土的廟宇、園林與考古遺址」的構成遺産之一。2011年（平成23年）6月26日登録。

## 圖集

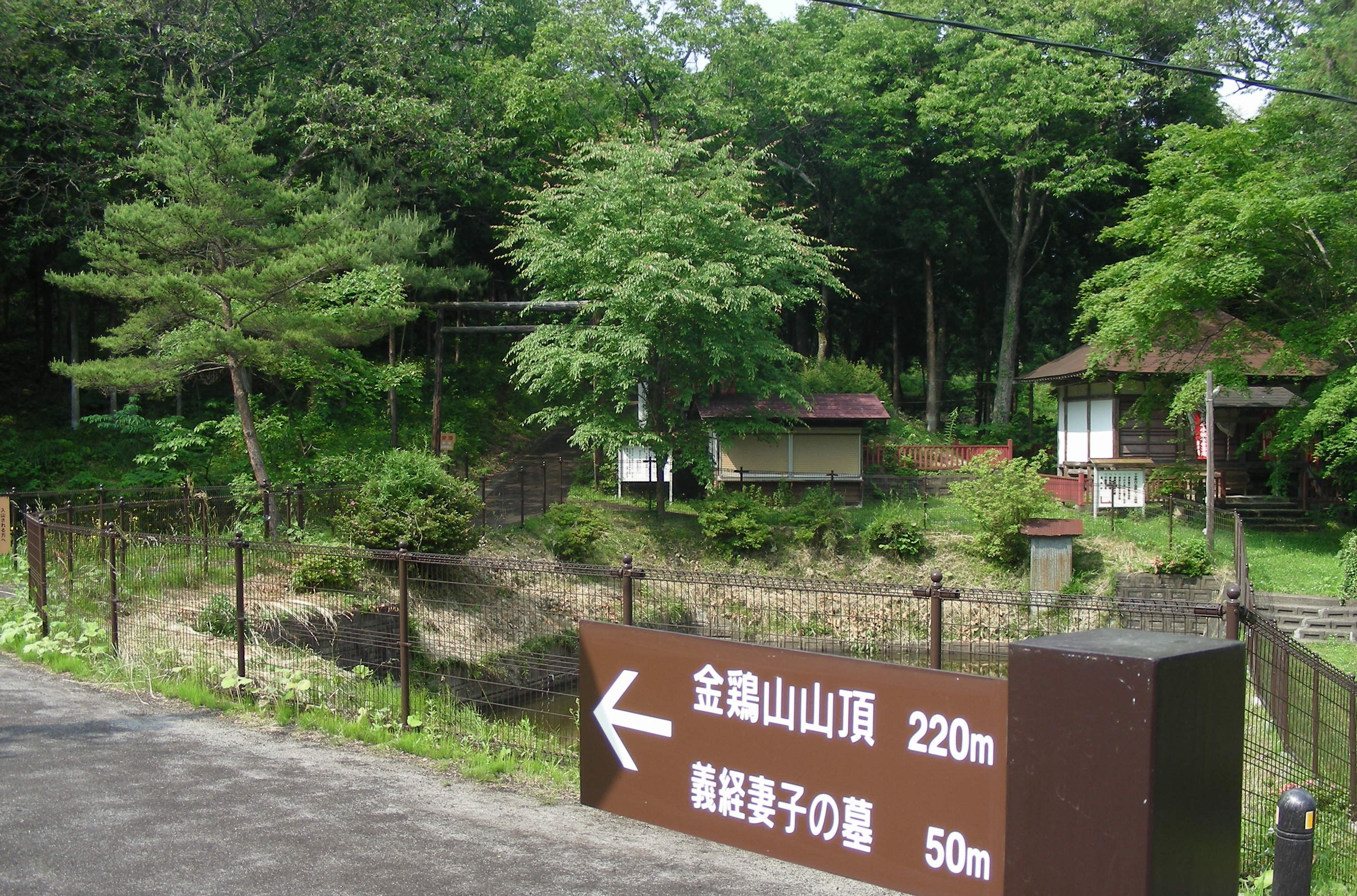
千手堂和金雞山登山道入口
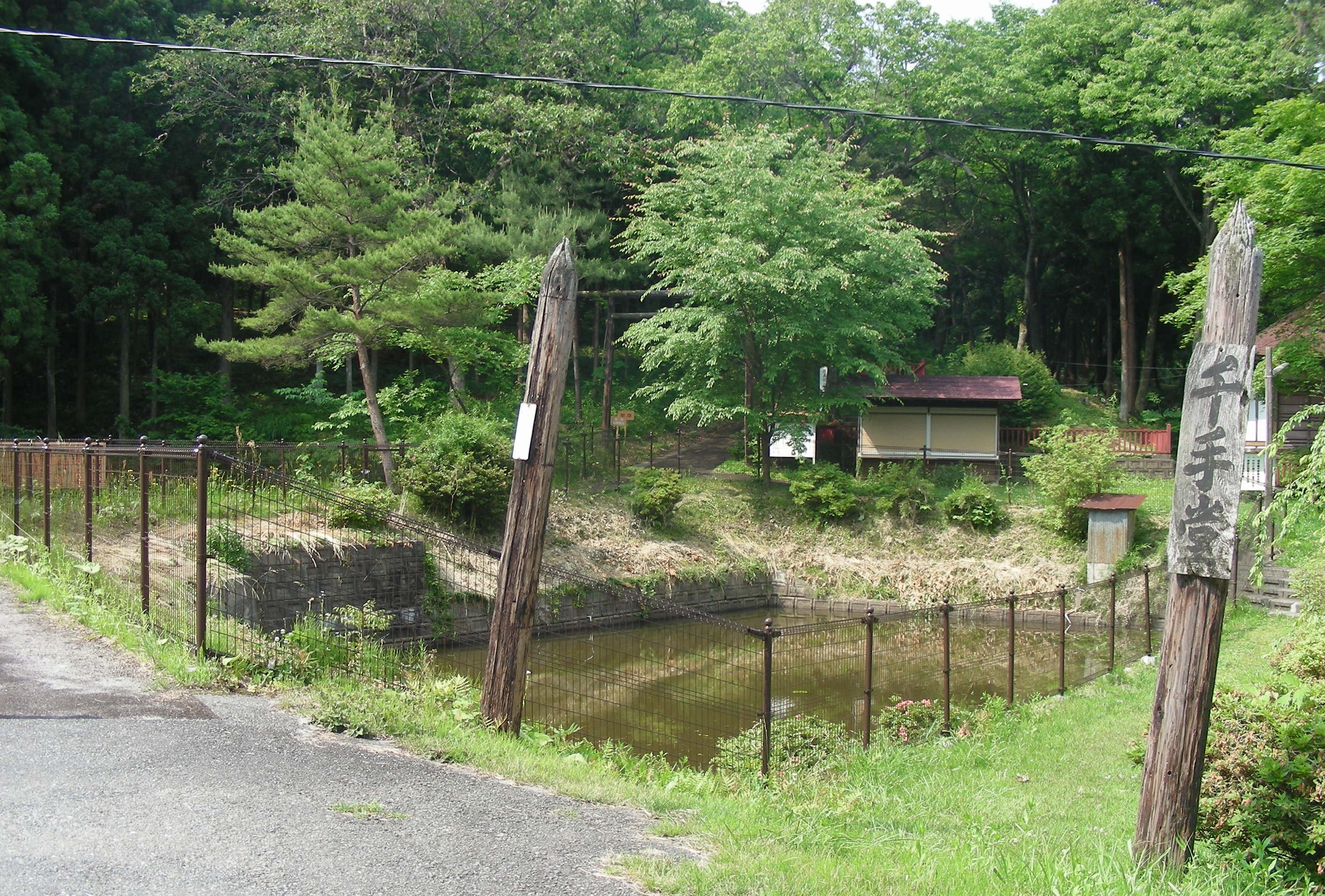
金雞山登山道入口的千手堂
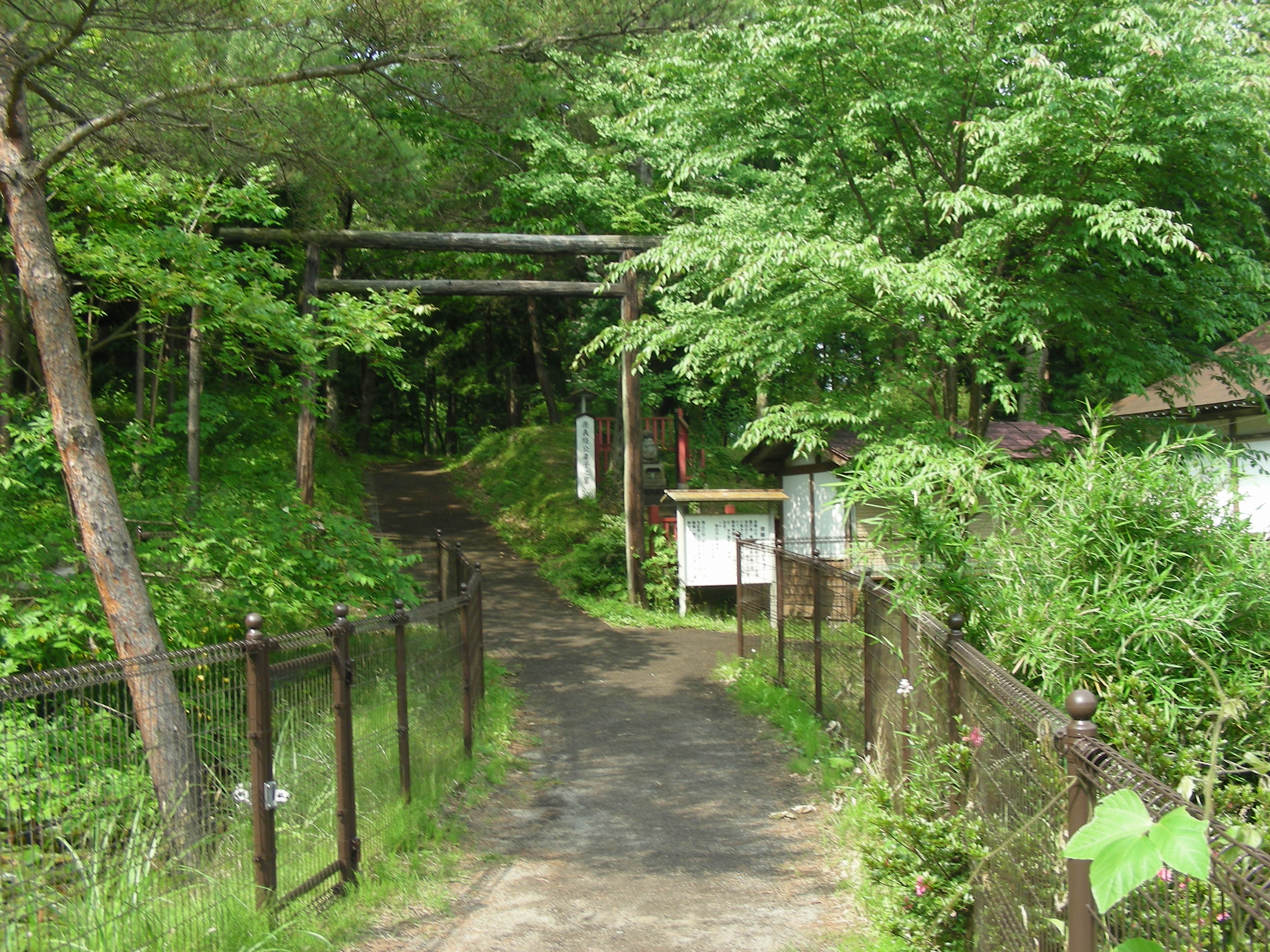
金雞山登山道入口
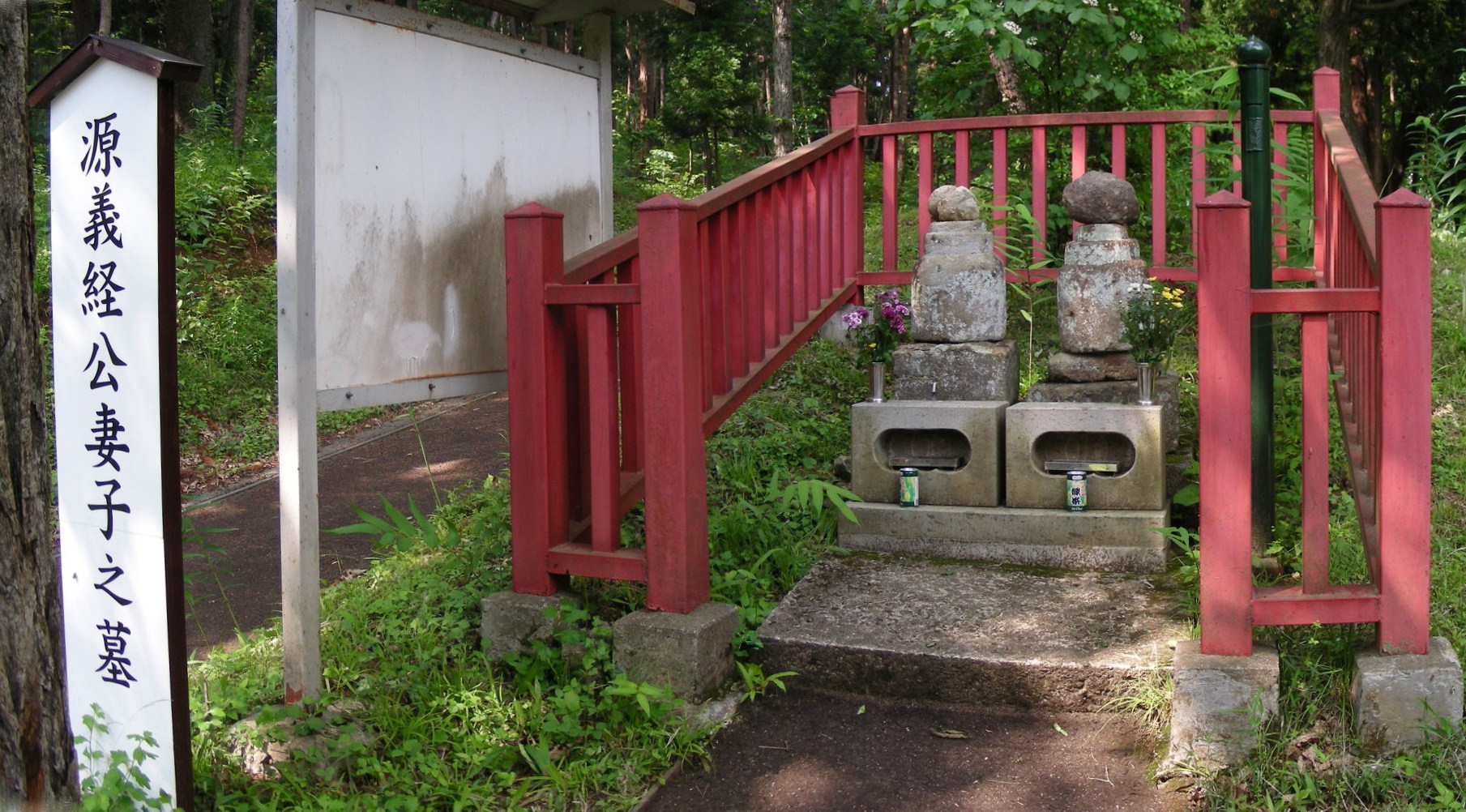
千手堂境内
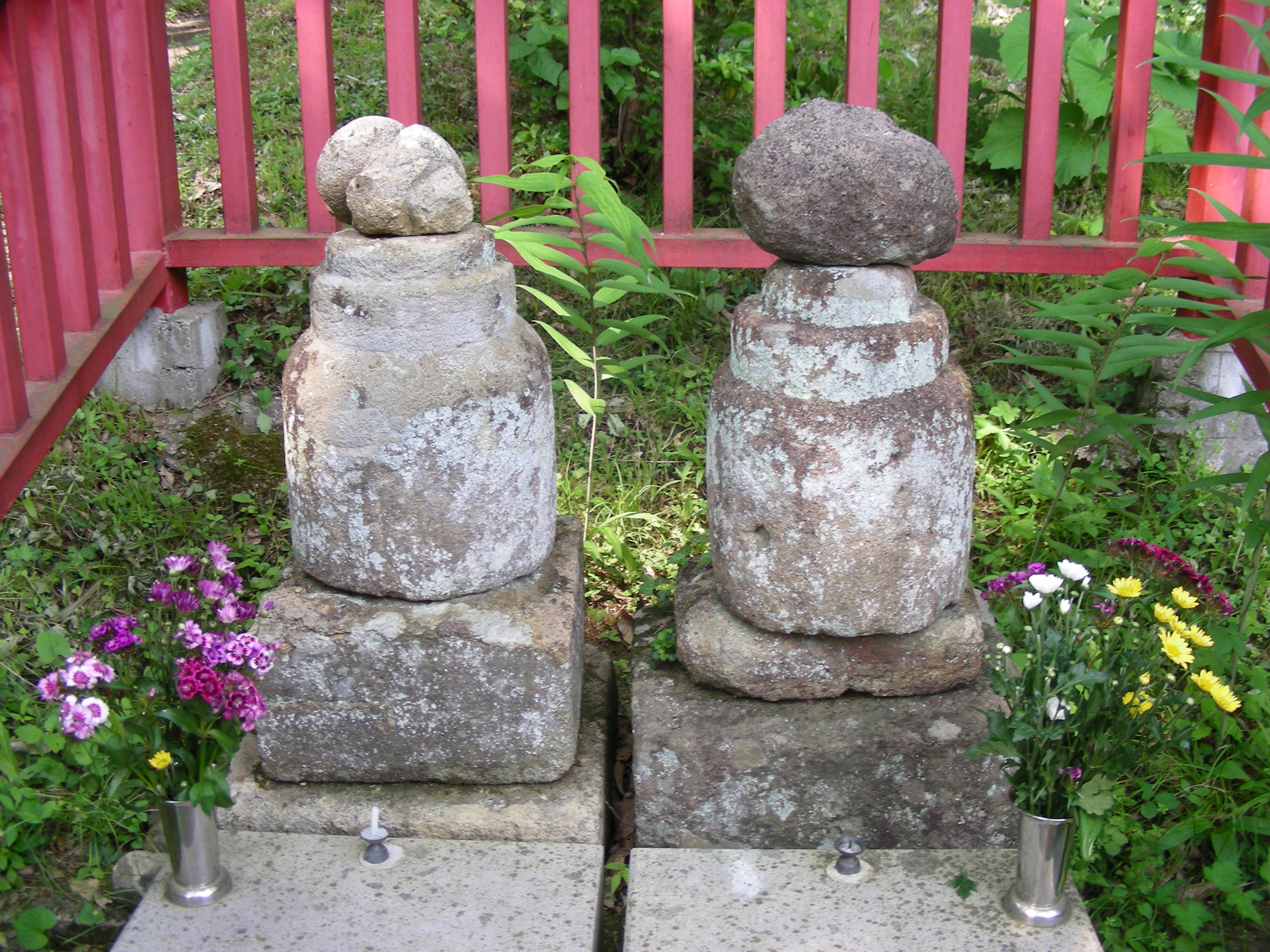
義經妻子的墓

## 脚注
1. 1 2  金雞山 （页面存档备份，存于）（2005年〈平成17年〉7月11日指定史跡）国指定文化財等データベース（文化廳） （页面存档备份，存于）
2. ↑  岩手県教育委員会"金鶏山 的存檔，存档日期2005-03-23."（2012年7月19日閲覧。）
3. ↑  岩手県交通"平泉町巡回バス『るんるん』観光案内 的存檔，存档日期2012-03-15."（2012年7月19日閲覧。）
4. ↑  平泉町"金鶏山 的存檔，存档日期2012-06-19."（2012年7月19日閲覧。）
5. ↑  岩手県立図書館"岩手県立図書館－世界の平泉へ－ （页面存档备份，存于）"（2012年7月19日閲覧。）
6. ↑  在リオデジャネイロ日本国総領事館"【資産名】平泉―仏国土（浄土）を表す建築・庭園及び考古学的遺跡群― （页面存档备份，存于）"（2012年7月19日閲覧。）
7. ↑  . UNESCO News Archive. ユネスコ. 2011-06-25  [2011-06-26]. （原始内容存档于2011-06-27） （英语）.
8. ↑  平成26年3月18日文部科学省告示第31号
9. ↑  「中尊寺ノ東南ニ高峯アリ。秀衡コレヲ駿州ノ慈峯（富士山）ニ擬ス。カツ金鶏一匹ヲ峯頭ニ埋メ、金鶏山ト号ス」（『奥州観蹟聞老志』）